# NGC 7674A
NGC 7674A је спирална галаксија у сазвежђу Пегаз која се налази на NGC листи објеката дубоког неба.
Деклинација објекта је + 8° 46' 58" а ректасцензија 23h 27m 58,7s. Привидна величина (магнитуда) објекта NGC 7674 износи 14,4 а фотографска магнитуда 15,2. NGC 7674A је још познат и под ознакама MCG 1-59-81, CGCG 406-114, HCG 96C, VV 343, ARP 182, PGC 71505.